# Malacopteron
Genre
Malacopteron est un genre de passereaux de la famille des Pellorneidae. Il se trouve à l'état naturel en Asie du Sud-Est,,,,,.

## Liste des espèces
Selon la classification de référence du Congrès ornithologique international (version 8.1, 2018) :
- Malacopteron affine (Blyth, 1842) — Akalat affin, Timalie affine
- Malacopteron albogulare (Blyth, 1844) — Akalat à gorge blanche, Timalie à poitrine grise
  - Malacopteron albogulare albogulare (Blyth, 1844)
  - Malacopteron albogulare moultoni (Robinson & Kloss, 1919)
- Malacopteron cinereum Eyton, 1839 — Akalat à calotte maillée, Timalie à tête écaillée
  - Malacopteron cinereum cinereum Eyton, 1839
  - Malacopteron cinereum indochinense (Robinson & Kloss, 1921)
  - Malacopteron cinereum niasense (Riley, 1937)
  - Malacopteron cinereum rufifrons Cabanis, 1850
- Malacopteron magnirostre (Moore, F, 1854) — Akalat moustachu, Timalie barbue
  - Malacopteron magnirostre cinereocapilla (Salvadori, 1868)
  - Malacopteron magnirostre magnirostre (Moore, F, 1854)
- Malacopteron magnum Eyton, 1839 — Akalat géant, Timalie à tête rousse
  - Malacopteron magnum magnum Eyton, 1839
  - Malacopteron magnum saba Chasen & Kloss, 1930
- Malacopteron palawanense Büttikofer, 1895 — Akalat de Palawan, Timalie de Palawan